# Шрами зради
Шрами зради (англ. The Treachery of a Scar) — американська короткометражна чорно-біла німа драма режисера Дж. П. Макґовена 1913 року.

## У ролях
- Чарльз Едрінґтон — Джон Вінсент - банкір
- Гелен Голмс — Енн Вінсент - дочка
- Том Форман — Ральф Кертіс
- Вільям Брантон — Том - приятель Ральфа